# Pseudogobio
A Pseudogobio  a csontos halak (Osteichthyes) főosztályának sugarasúszójú halak (Actinopterygii)  osztályába, a pontyalakúak (Cypriniformes) rendjébe, a pontyfélék (Cyprinidae) családjába, és a Gobioninae alcsaládjába tartozó nem.

## Rendszerezés
A nemhez az alábbi 3 faj tartozik.
- Pseudogobio esocinus
- Pseudogobio guilinensis
- Pseudogobio vaillanti